# Dragons et Princesses
Ne doit pas être confondu avec Princes et Princesses.
Dragons et Princesses est une série télévisée d'animation française en ombres chinoises (papier découpé) réalisée par Michel Ocelot et composée de dix contes. Elle a été diffusée du 25 octobre au 5 novembre 2010 sur Canal+ Family.

## Synopsis
Tous les soirs, un vieil homme, qui semble être Michel Ocelot lui-même, et deux enfants se retrouvent dans un cinéma abandonné qui recèle plein de merveilles. Ils se racontent des histoires qu’ils inventent et s'amusent à jouer au jeu du « Et si… »

### La Maîtresse des monstres
Dans une grotte sombre et humide, un groupe de mendiants se voit soumis à la tyrannie sans bornes de monstres. Les gestes du quotidien sont devenus une véritable épreuve. Se nourrissant uniquement de champignons crus, les mendiants doivent sans cesse attendre le repos du monstre pour se servir. Une jeune fille assez mal aimée du clan rencontre un rat qu'elle sauve des griffes de ses congénères. Celui-ci lui apprend qu'elle est en fait maîtresse des monstres et qu'un seul de ses regards est capable de rétrécir le plus énorme des monstres. Il va ainsi lui montrer le chemin de la sortie vers le vrai monde dans lequel, dit-on, un prince l'attendrait depuis toujours pour l'épouser. Elle franchit les épreuves sans trop de mal mais brûle sa chevelure. Vêtue d'herbes trouvées dans la grotte, elle sort dans le grand monde en grande pompe : trompettes, cerisiers et confettis l'attendent pour célébrer son mariage avec le prince.

### Le Loup-garou
Conte inspiré du lais de Marie de France "Bisclavret".
Deux sœurs ennemies se disputent les faveurs d'un prince. Ce dernier croupit au fond d'un cachot dans lequel il n'a pu survivre que grâce aux biens envoyés depuis l'extérieur. À sa sortie, il jure d'épouser celle qui l'a sauvé. Il est persuadé qu'il s'agit de l’aînée des deux qui confesse à qui veut l'entendre que c'est elle qui est à l'origine de tous les présents. Mariés, il révèle à sa nouvelle femme qu'il est victime d'une terrible malédiction : tous les soirs de pleine lune, la chaîne qu'il porte autour du cou brûle et le force à la retirer ; il se transforme en un terrible loup-garou. La sœur aînée insiste pour assister à ce prodige et en profite pour jeter la chaîne au fond d'un puits impénétrable. La plus jeune rencontre le loup-garou dans la forêt et, pensant parler à une bête, elle lui confesse son histoire. Elle réalise alors que le loup-garou est en réalité le prince et que sa sœur y est pour quelque chose. À la vue du loup-garou, la sœur aînée commet une erreur en l'appelant par son prénom. Elle a même jeté la chaîne au fond du plus profond des puits. La benjamine la récupère. Le prince redevient prince et, malgré la jalousie maladive de sa sœur et la malédiction du prince, elle lui donne son amour.

### Le Pont du petit cordonnier
Un cordonnier, trop pauvre pour s'acheter un cuir de qualité rêve de travailler un jour à la ville. Derrière sa pauvre boutique, il dispose un banc dans son immense pommier, à l'abri des regards et des critiques des villageois. Alors qu'il s'écroule sur son travail, le cordonnier fait un rêve très étrange : une voix lui dit qu'un trésor est caché sous la septième statue du Pont Charles de Prague. Il se fie à son instinct et ruine ses économies pour se rendre à Prague. Il ne trouve rien et attend un jour de plus. Le gardien du pont lui demande des explications et lui confesse qu'il a eu lui aussi un rêve étrange (il vit un pommier sous lequel se cacherait un trésor). De retour chez lui, le cordonnier trouve sa petite amie en train de creuser sous l'immense pommier. Ils y découvrent une trappe menant dans une pièce vide sous l'atelier. En touchant le seul pilier qui orne la pièce, la copine du cordonnier actionne un mécanisme révélant un immense trésor.

### L'Élue de la ville d'or
Dans une ville d'or, un étranger s'interroge sur la tristesse perpétuelle des habitants. Il demande à une jeune fille pourquoi. Celle-ci lui dit que quatre fois dans l'année, le « bienfaiteur » offre à la ville de l'or en échange de la plus belle fille du village, offerte sur l'esplanade du sacrifice. Révolté à cette idée et voyant que cette jeune fille est certainement la plus belle, le jeune homme s'oppose formellement à ces rites. Le soir du sacrifice, il provoque le monstre mais est gobé par celui-ci. Tuant la bête de l'intérieur, il sauve la belle offrande et attire sur lui la haine des habitants. En effet, la prophétie racontait que si le bienfaiteur était tué, la ville d'or tomberait en ruines. Avec un discours sur l'importance du travail et de la vie, le jeune homme met le peuple de son côté.

### Le Mousse et sa chatte
Un mousse très mal traité par le capitaine et les autres membres de l'équipage d'un modeste navire ne rêve que d'une seule chose : pouvoir un jour vivre dans une maison sur la terre ferme avec sa chatte qu'il aime tant. Lorsque le navire se rend en Inde, dans la magnifique ville qui entoure le Taj Mahal, le capitaine empêche le jeune mousse de les accompagner. Mais ce dernier brave l'interdit et se rend tout de même au palais du roi. Alors que le capitaine essaye vainement de vendre les quelques richesses qu'il possède, la chatte du jeune mousse tue tous les rats qui tentent de manger la nourriture du roi. Séduit, ce dernier propose au jeune homme des tonnes et des tonnes d'or et de pierres précieuses en échange de son animal. Celui-ci refuse, le roi lui propose bien plus encore. Mais la chatte, enceinte, est la seule amie que le jeune homme possède. Il conclut alors un marché avec le roi : vivre dans une maison avant que sa chatte accouche pour qu'il puisse finalement vendre les chatons. C'est alors que le jeune mousse devint riche et pu réaliser son rêve.

### L’Écolier sorcier
En Perse, un jeune homme rencontre un inquiétant sorcier. Après lui avoir montré quelques tours, ce dernier invite son nouvel apprenti dans un repaire mystérieux. Là, le sorcier lui enseigne l'art de la métamorphose et le jeune homme se révèle être très doué. Le soir venu, il fait connaissance avec la fille du sorcier, captive et semblant avoir été quittée par toute félicité. Lors d'un repas, attendrie par la naïveté de ce nouvel élève, elle lui apprend les plans maléfiques de son père : celui-ci capture les jeunes sorciers les plus talentueux dans des cylindres en verre afin de leur extraire leur génie. Elle lui révèle aussi qu'il n'existe qu'une entrée et que pour sortir de ce repaire, il faut être renvoyé par le sorcier en personne. Sous les conseils de la jeune fille, l'impétueux sorcier emploie toute la mauvaise volonté du monde afin de tromper magicien qui le renvoie de son repaire sur le champ. Alors qu'il est en route vers la ville, c'est au même endroit qu'il rencontre le sorcier en train de charmer un autre promis. Sans hésitation, il se transforme en terrible dragon et dévore le sorcier. Riche de par son talent mais dévoré par la culpabilité, le jeune homme se met en quête d'aller sauver la fille du sorcier. Sans mal, il pénètre dans le repaire et retrouve la jeune fille, euphorique. Mais seul le sorcier connaissait la formule secrète pour s'en évader.

### Le Garçon tam-tam
En Afrique, dans un petit village en guerre et dont le roi est souffrant, un jeune homme joue tout le temps du tam-tam. Tous les habitants n'ont qu'une phrase à la bouche : « Tu nous casses les oreilles ! ». Alors qu'il se promène dans la savane, le jeune homme sauve un vieillard d'une hyène affamée en frappant de ses mains les branches d'un arbre. Le vieillard, conquis par sa musique et persuadé de son talent l’emmène dans sa case. Il lui révèle la présence de son « tam-tam magique » qui aurait la faculté de charmer quiconque l'entendrait. Après un entraînement acharné, le vieillard annonce au jeune homme que celui-ci est prêt. Appelé à l'aide par la princesse pour sauver son père et se dressant contre les recommandations du chaman, il le sort de son coma grâce à la musique. Mais la guerre fait rage et encore une fois, le jeune homme repousse l'ennemi grâce au son de son tam-tam magique. Mais dérobé par le chaman, le tam-tam est détruit et plus rien ne retient les ennemis. La fille du roi se rend alors compte que ce n'est pas le tam-tam qui est magique, mais bel et bien les mains du jeune homme. Le village sauvé de la guerre, le jeune homme est acclamé comme un héros et fait danser tout le village au son du tam-tam.

### Le Garçon qui ne mentait jamais
Deux empereurs du Tibet se lancent un pari : celui de faire mentir un modeste jeune homme, possesseur du seul étalon doté de parole de la région. On raconte que ce garçon ne ment jamais. La fille de l'empereur se transforme en jeune fille de rien et simule une maladie. Le jeune homme, épris par sa beauté lui demande le remède qui pourrait la soigner. Elle lui confie que seul le cœur de son cheval qui parle la guérirait. L'amour pour la belle est plus fort et il convainc son cheval de lui céder son cœur. Mais alors qu'il l'offre à sa bien-aimée, celle-ci s'enfuit sans même manger le cœur du cheval. Appelé par l'empereur, prêt à mentir, le jeune homme fini par tout avouer. C'est ainsi que par cette seule parole, le garçon prouve sa pureté. La princesse, la jeune fille de rien dont le jeune homme est follement amoureux, touchée par cette franchise, prend conscience de la bassesse des autres hommes. Le jeune homme gagne la moitié d'un empire et l'amour de la princesse.

### Tijean et la Belle-sans-Connaître
Aux Antilles, écrasé sous le poids d'une chaleur accablante, un jeune homme fort désinvolte se réfugie dans une grotte. Poussé par sa curiosité, il descend de plus en plus profond jusqu'à se rendre dans le royaume des morts. Là, il rencontre un vieillard qui lui apprend l’existence de la fille du roi, la Belle-sans-Connaître. Mais celui-ci le met également en garde contre la difficulté de cette entreprise : cette fille est gardée par trois monstres, une abeille, une mangouste et un iguane. Le jeune homme tente sa chance mais au lieu d’éliminer ces monstres en les empoisonnant, il leur offre des mets succulents. C'est sans difficulté qu'il passe l'abeille, la mangouste et l'iguane. Arrivé chez le roi, celui-ci le soumet à trois épreuves. La première consiste à retrouver les onze tortues d'or dispersées dans tout le pays en restant enfermé dans son cachot. Venant le remercier pour le repas qu'elle a reçu, la mangouste, à l'aube, lui apporte les onze tortues d'or. Le roi n'en croit pas ses yeux et le soumet à la deuxième épreuve : retrouver le diamant bleu de sa fille, égaré au milieu de l'océan en restant enfermé dans son cachot. C'est cette fois ci l'iguane qui, à l'aube, vient lui apporter l'objet précieux. Le roi est abasourdi et lance au jeune homme son ultime épreuve : retrouver laquelle de ses trois filles est la Belle-sans-Connaître. C'est grâce à l'aide de l'abeille que le jeune homme l'identifie. Le Roi du royaume des morts n'en revient pas et offre au jeune homme sa fille et la moitié de son royaume. Mais celui-ci n'a que faire d'une fille qu'il ne connait pas et d'un royaume dans lequel tout le monde est mort. Il lance au roi heurté un « à plus la compagnie » !

### Ivan Tsarevitch et la Princesse changeante
Ce conte fait directement référence à l'Oiseau de feu, un conte russe. Ivan Tsarevitch, le fils de l'empereur est prêt à tout pour venir en aide à son père agonisant, même à escalader le mur du palais du Tsar des Jardins afin de lui dérober des prunes d'or, seul remède à ses blessures. Mais alors qu'il touche la première prune d'or, le Tsar ordonne qu'on lui coupe la tête. Mais pour Ivan, il est prêt à une exception s'il lui apporte le vase qui multiplie. Ivan Tsarevitch se rend chez le Tsar des Céramiques afin de lui dérober son vase, mais alors qu'il renverse les étagères, le Tsar surgit et ordonne de lui couper la tête. Mais pour Ivan, il est également prêt à faire une exception s'il lui apporte l'étalon aux sabots d'or du Tsar des Pur-Sang. Ivan Tsarevitch, par une fenêtre s'introduit dans le palais du Tsar et tente en vain de voler le cheval. Condamné à mort, le Tsar est prêt à faire une exception s'il lui apporte la Princesse Changeante qui, raconte-t-on, change d'apparence à chaque fois qu'on la touche. Se rendant au palais le la princesse, elle lui apprend que seul son véritable amour lui rendrait définitivement sa forme normale. Lorsque Ivan touche la jeune fille, celle-ci reste belle. Ils échafaudent un plan : grâce à la princesse qui prend l'apparence qu'elle désire, Ivan Tsarevitch récupère le pur-sang aux sabots d'or, le vase qui multiplie et les prunes d'or. Se rendant au chevet de son père, c'est à sa plus grande surprise qu'à son réveil, ce dernier n'en croit pas ses yeux en voyant son fils auprès de la Princesse changeante.

## Fiche technique
- Titre original : Dragons et princesses
- Réalisation : Michel Ocelot
- Studios de production : Studio O, Nord-ouest productions, StudioCanal[1]
- Durée : 13 minutes

## Diffusion
Dragons et Princesses est diffusé sur Canal+ Family chaque soir de la semaine du 25 octobre au 5 novembre 2010, puis rediffusé sur Canal + Premium pendant les vacances de Noël 2010. La moitié des contes a été adaptée par le réalisateur pour sortir en salles en 3D.
Le DVD du film, édité par StudioCanal et Universal, est sorti le 30 novembre 2010 en France.

## Adaptation pour le cinéma
Cinq des dix épisodes de la série ont été par la suite regroupés avec  une histoire inédite dans un long métrage d'animation, Les Contes de la nuit, sorti au cinéma en juillet 2011, et employant la technique du cinéma en relief.
En 2016, 4 autres épisodes de la série, cette fois sans histoire inédite, ont été réunis dans un film reprenant le même nom que l'épisode : Ivan Tsarevitch et la Princesse Changeante.
Actuellement, seul Le Pont du Petit Cordonnier n'a pas eu le droit à une re-sortie dans un film.